# Ipomoea madrensis
Ipomoea madrensis là một loài thực vật có hoa trong họ Bìm bìm. Loài này được S. Watson mô tả khoa học đầu tiên năm 1888.